# Samsung Galaxy S6
Samsung Galaxy S6 je řada smartphonů vyráběná společností Samsung Electronics. Na rozdíl od svého předchůdce, Samsung Galaxy S5, nebyla vydána jako jediný model, ale byly vydány modely dva - Galaxy S6 a Galaxy S6 Edge. Tyto dva modely se od sebe liší tím, že S6 Edge má displej zakulacený po stranách zařízení. S6 a S6 Edge byly uvedeny 1. března 2015 na konferenci Samsung Unpacked konající se při příležitosti MWC Barcelona. Později byl společně s Samsung Galaxy Note 5 také uveden třetí model, Galaxy S6 Edge+.
Celkový design Galaxy S6 vychází z designu předchozích modelů. Celková konstrukce byla však upravena tak, že se nyní využívá kovový unibody rám a skleněný zadní kryt místo plastového. Mimo zevnějších změn Samsung také vyzdvihl vylepšený fotoaparát, zjednodušené uživatelské rozhraní, podporu hlavních standardů pro bezdrátové nabíjení a podporu mobilních plateb díky možnosti emulovat magnetickou pásku kreditních karet.
Telefon dostal převážně kladné recenze. Kritici na něm ocenili vylepšenou kvalitu konstrukce, displeje, zlepšení výkonu, fotoaparátu apod. Naopak ale rozhodnutí Samsungu odebrat možnost rozšíření úložiště a výměny baterie, bylo přijato dosti negativně. Cena modelu S6 Edge byla při vydání také kritizována, dle kritiků model dostatečně nevyužíval svůj zaoblený displej.

## Specifikace

### Hardware
Řada Galaxy S6 využívá 64bitový Exynos 7 Octa 7420 system-on-chip, který se skládá ze čtyř 2.1 GHz Cortex-A57 jader, čtyř 1.5 GHz Cortex-A53 jader. Samsung Galaxy S6 a S6 Edge mají 3 GB LPDDR4 RAM, zatímco S6 Edge+ má 4 GB. Tento procesor je první procesor od Samsungu, který využívá 14 nm FinFET výrobní proces, který by měl dle společnosti zlepšit energetickou účinnost. Je dostupný ve verzích s úložištěm o velikosti 32, 64 a 128 GB, které využívá standardů Universal Flash Storage 2.0. Galaxy S6 a S6 Edge mají 5,1 palcový Super AMOLED displej s rozlišením 1440p, zatímco S6 Edge+ má displej o velikosti 5,7 palců. Displej u S6 Edge a S6 Edge+ je mírně zahnut podel obou delších stran telefonu.
Jako svůj zadní fotoaparát využívá Galaxy S6 stejný senzor s optickou stabilizací obrazu jako Galaxy Note 4. Na rozdíl od tohoto modelu však byla clona změněna na f/1.9. Také přibyla možnost sledování objektů přes autofokus, real-time HDR a začal být využíván senzor srdečního tepu k vypočítávání vyvážení bílé. Přední fotoaparát byl upgradován na 5 megapixelů s podobnou clonou.